# فاتي جمالي
فاطمة الزهراء جمالي، المعروفة بإسم الشهرة فاتي جمالي، والملقبة بمليحة العرب، هي عارضة أزياء ومقدمة برامج وممثلة ومتسابقة ملكة جمال، ومغنية مغربية من أصل أمازيغي، من مواليد نوفمبر 1988 بالدار البيضاء.

## حياتها
عاشت فاطمة الزهراء جمالي طفولة صعبة بسبب الفقر ، مرت من تجربة زواج أولى فاشلة، وهي الآن متزوجة وأم لإبن واحد، كما قررت تبني طفلة سورية نازحة من الحرب.

## مسيرتها
تنحدر من مدينة الدار البيضاء، ولديها أصول أمازيغية. بدأت فاتي العمل كعارضة أزياء عندما كان عمرها 16 عاما. كما شاركت في عدة مسلسلات وبرامج تلفزيونية مغربية وعربية. 

## الألقاب
- ملكة جمال إفريقيا 2013
- لقب ووورلد نيكست توب موديل 2013
- جميلة العرب 2014
- ملكة جمال المغرب سنة 2016

## أعمالها

### برامج
- 2016: رامز بيلعب بالنار
- 2023: فاصل ونواص مع مراد العشابي

### مسلسلات
- 2014: ألف ليلة وليلة
- 2015 : ألف ليلة و ليلة 2
- 2016: حياتي
- 2018: قلوب تائهة
- 2018 : الماضي لا يموت
- 2019 : أولاد الحلال (مسلسل جزائري)
- 2019 : دموع وردة
- 2019 : اسمه الحب (مسلسل تركي)
- 2020 : سوحليفة 2
- 2021 : البيوت أسرار
- 2021: الماضي لا يموت 2
- 2022: أولاد الدرب
- 2023: كازا ستريت

### أغاني
- غلطة كبيرة
- عفوا

## الخلافات
سنة 2023، وقع خلاف بين فاتي جمالي واللاعب المحترف المغربي حكيم زياش، حيث نشرت فاتي جمالي مقطع فيديو تنعت فيه زياش بالمتكبر، وتتهمه بشتمها، ما خلق جدلا كبيرا في المجتمع المغربي.

## وصلات خارجية
فاتي جمالي على موقع IMDb (الإنجليزية)
- فاتي جمالي على موقع قاعدة بيانات الأفلام العربية